# Expansionskort

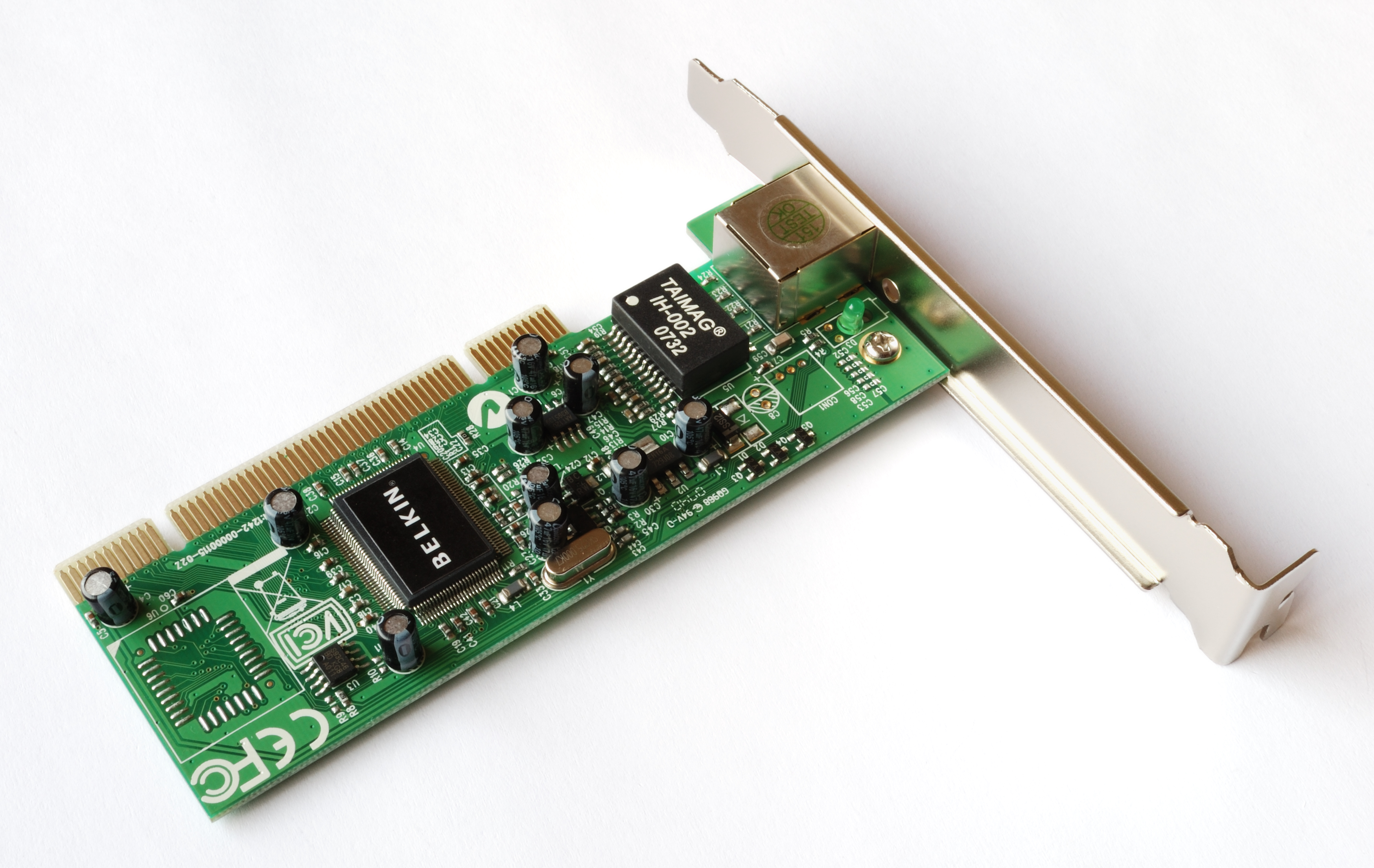
Ett nätverkskort.

Ett expansionskort eller instickskort är ett begrepp inom datateknik. Det syftar på ett kretskort som ökar dess funktionalitet genom att hantera exempelvis ljud i ett ljudkort eller datornätverk i ett nätverkskort. I datorer sätts oftast kortet in direkt i moderkortet (via en "expansionsplats"). Andra vanliga typer av expansionskort är grafikkort och kontrollerkort, såsom interna USB-hubbar.
Ett annat användningsområde är för att lägga till minneslagring. I till exempel digitalkameror och mp3-spelare används ofta minneskort för att spara och hämta information.

## Olika standarder
Stationära datorer
- AGP, Accelerated Graphic Port
- MCA, Micro Channel Architecture
- ISA, Industrial Standard Architecture
- EISA, Extended ISA
- PCI, Peripheral Component Interconnect
- PCI Express, även kallad PCIe
- VESA Local Bus

Bärbara PC-datorer
- Cardbus
- PC Card
- ExpressCard

Digitalkameror och andra elektroniska apparater
- Memory Stick
- Compact Flash
- MMC (MultiMediaCard)